# Théorème de Weierstrass-Casorati
Pour les articles homonymes, voir Weierstrass et Casorati.
Cet article possède un paronyme, voir Théorème de Weierstrass.
En mathématiques, et plus particulièrement en analyse complexe, le théorème de Weierstrass-Casorati décrit une propriété topologique des voisinages d'une singularité essentielle d'une fonction holomorphe. Il est nommé ainsi en l'honneur des mathématiciens Karl Weierstrass et Felice Casorati.

## Énoncé
On dit qu'une fonction analytique complexe admet un point singulier essentiel en {\displaystyle a} lorsque le développement en série de Laurent admet une infinité de termes de la forme {\displaystyle a_{-n}/(s-a)^{n}}. Si le développement n'a qu'un nombre fini de termes de cette forme, le point {\displaystyle a} est un pôle de degré égal à la plus grande puissance de {\displaystyle 1/(s-a)} (cas le plus fréquent). Il existe un autre type de singularité à ne pas confondre avec la singularité essentielle, le point de branchement : il existe alors dans le développement autour de a soit un terme logarithmique soit des puissances non entières.
Théorème de Weierstrass-Casorati — Soit {\displaystyle f} une fonction holomorphe sur un disque {\displaystyle D(a,r)} épointé (c'est-à-dire privé de son centre) avec une singularité essentielle en {\displaystyle a}.
Alors, pour tout {\displaystyle k} inclus dans {\displaystyle ]0,r[}, l'ensemble {\displaystyle f(D(a,k)\setminus \{a\})} est dense dans ℂ.
Ainsi pour tout {\displaystyle k} inclus dans {\displaystyle ]0,r[} et pour tout {\displaystyle c} appartenant à ℂ, il existe une suite {\displaystyle (z_{j})} de {\displaystyle D(a,k)\setminus \{a\}} telle que {\displaystyle f(z_{j})} tend vers {\displaystyle c}.
Le grand théorème de Picard a complété le théorème de Weierstrass-Casorati en précisant qu'une telle application prend une infinité de fois toutes les valeurs de ℂ sauf peut être une. La démonstration du théorème de Picard est bien plus difficile que celle du théorème de Weierstrass-Casorati.

## Exemples

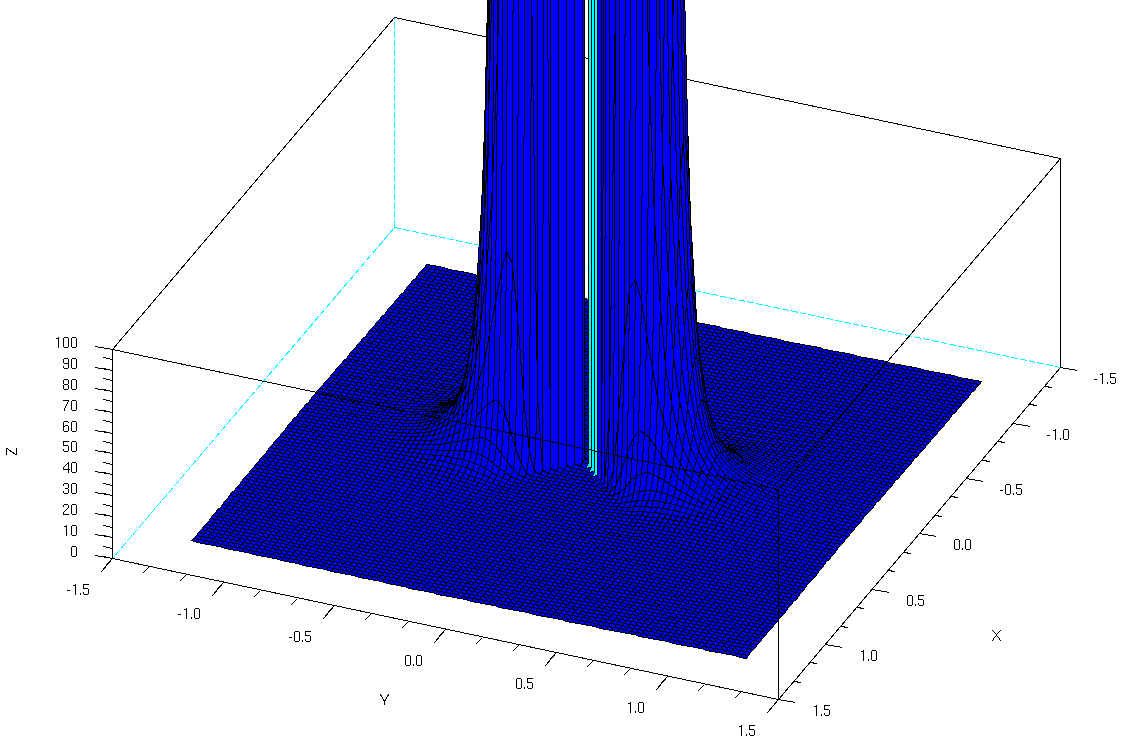
Tracé du module de la fonction. La fonction possède une singularité essentielle en. On peut observer que même en étant très près de 0 le module peut prendre toutes les valeurs positives excepté 0

- La fonction {\displaystyle g:z\mapsto 1/z} définie sur ℂ* possède une singularité qui n'est pas essentielle en {\displaystyle 0} (c'est en fait un pôle d'ordre 1). On peut remarquer que {\displaystyle \left|g(z)\right|\to \infty } quand {\displaystyle z\to 0} et la fonction {\displaystyle g} ne vérifie donc pas le théorème de Weierstrass-Casorati.
- La fonction définie pour tout {\displaystyle z\in \mathbb {C} ^{*}} par :{\displaystyle f(z)=\exp \left({\frac {1}{z^{2}}}\right)=1+{\frac {1}{z^{2}}}+{\frac {1}{2z^{4}}}+{\frac {1}{6z^{6}}}+{\frac {1}{24z^{8}}}+...}possède une singularité essentielle en {\displaystyle 0}.
En posant {\displaystyle z=x+iy} on a {\displaystyle \left|f(z)\right|=\exp \left({\frac {x^{2}-y^{2}}{(x^{2}+y^{2})^{2}}}\right)} les courbes de niveaux de {\displaystyle \left|f(z)\right|} vérifient donc des équations du type {\displaystyle x^{2}-y^{2}=c\left(x^{2}+y^{2}\right)^{2}} où {\displaystyle c} est une constante, les courbes de niveaux de {\displaystyle \left|f(z)\right|} sont donc des lemniscates de Bernoulli.

## Une application
L'utilisation du théorème de Weierstrass-Casorati est l'une des méthodes qui permettent de montrer que les seuls automorphismes biholomorphes de ℂ sont des applications {\displaystyle f} du type {\displaystyle f(z)=az+b} avec {\displaystyle a\neq 0}.